# Déjà vu (romanzo)
Déjà vu è un romanzo scritto da Tom McCarthy nel 2007, pubblicato in italiano dall'editore Isbn Edizioni.

## Trama
Londra. Un uomo qualunque, colpito mesi prima da un misterioso oggetto piovuto dal cielo, si risveglia dal coma senza ricordare nulla. Il suo rientro nel mondo dei vivi è dei più tragici: superata una lunga e frustrante riabilitazione psicofisica, sarà costretto a fare i conti, oltre che con la sua amnesia, anche con un crescente senso di noia e disgusto nei confronti della quotidianità, delle amicizie, delle conoscenze e delle abitudini. Per metterlo preventivamente a tacere, l'azienda produttrice dell'oggetto incriminato lo ha risarcito con una somma da capogiro (otto milioni e mezzo di sterline): ritrovatosi di colpo ricco come mai avrebbe immaginato, il protagonista si sente inadeguato nei confronti di una simile quantità di denaro, che non sa come spendere né in cosa investire; i consigli paternalistici di melliflui avvocati e consulenti finanziari non fanno che confonderlo ulteriormente. Come se non bastasse, l'uomo sviluppa anche un'intima infelicità nei riguardi di se stesso e della condizione umana: tutto gli appare falso, inautentico, viziato da complessità e artificiosità. Il suo sogno, suscitato dalla visione di un film (in cui l'attore Robert De Niro compie ogni azione e ogni discorso con sicurezza e trasparenza, come se non stesse affatto recitando) consiste in una perfezione impossibile da raggiungere: perfezione nei movimenti, nella scelta delle singole parole, nei comportamenti; questa brama di "verità", che gli amici stupidi e superficiali dell'uomo non condividono e nemmeno comprendono, arriva velocemente ad assillarlo senza tregua.
Durante una festa, infastidito e nauseato come al solito dal contatto con persone di cui non gli importa, l'uomo ha all'improvviso la sua personale epifania: colto di sorpresa da un potentissimo déjà vu che non riesce a spiegarsi né a ricollegare ad una qualche fase della propria vita, decide che userà i suoi soldi per ricostruire, in qualche modo, la scena che gli è apparsa in mente, e per riviverla all'infinito e approdare al tanto agognato status di autenticità. Fuggito in fretta e furia dal party, il giovane si isola dal resto del mondo e comincia a lavorare alacremente sulle prime bozze del suo progetto, che prevede la realizzazione di un palazzo, abitato da lui stesso e da altri inquilini specifici, e la "messa in scena" di atti apparentemente comunissimi e ripetitivi (un motociclista che ripara il proprio mezzo in cortile, una vecchia che cucina del fegato e porta fuori la spazzatura, un pianista che si esercita, una moglie di mezza età che pulisce, gatti che camminano sul tetto di fronte). In breve, però, si rende conto che non può farcela da solo: ha bisogno di assistenza, di organizzazione logistica, di persone che stiano al suo servizio, che "creino i collegamenti". Su suggerimento del suo avvocato, l'uomo contatta una strana agenzia specializzata; conosce così Nazrul Vyas, un asiatico che diverrà il suo unico braccio destro e confidente fino alla fine, e tutta la sua schiera di dipendenti ed esperti. Dopo una lunga ricerca, vengono trovati il palazzo, gli attori (o meglio, "reinterpreti", come il protagonista argutamente li ribattezza) e la "squadra creativa" (architetti, modellisti, piastrellisti, scenografi, trovarobe); così, ogni particolare del condominio, ogni sua porzione, ogni quadretto, ogni atmosfera, ogni odore o rumore, vengono restituiti sotto la direzione dell'uomo con la massima meticolosità. Le "reinterpretazioni" cominciano: l'uomo ascolta il pianista suonare, parla brevemente con la nonnina del fegato, osserva una crepa ipnotica sulla parete del suo bagno (anche quella parte del déjà vu, e rifatta ad arte); il tutto reiterato e ripetuto ad libitum. Anche se i primi inconvenienti non tardano ad arrivare (il pianista, per poter evadere di tanto in tanto dalla prigionia, sostituisce se stesso con una registrazione e viene scoperto; la vecchia rovescia il sacchetto della spazzatura, spezzando l'incanto del suo piccolo dialogo col protagonista; i gatti cadono dal tetto e muoiono), il meccanismo funziona complessivamente bene, e l'uomo comincia a desiderare di più, nuove occasioni per abbandonarsi a quella sensazione di fluidità passiva (in cui le cose "sono eseguite", senza zone di iato, senza interruzioni, senza sbagli) che tanto lo esalta.
Un giorno, l'uomo si reca da un gommista nei paraggi e chiede, oltre al cambio di uno pneumatico, un rifornimento di detergente per i vetri della sua auto; i tre ragazzini figli del titolare fanno come richiesto, ma quando quello sta per ripartire, tutto il liquido cola dalla plancia e lo inzacchera. Questo lieve incidente accende di nuovo la scintilla. Nazrul e tutto il team vengono mobilitati subito per un'altra impresa: reinterpretare l'episodio, con tanto di copia esatta dell'officina, reinterpreti ad hoc per i tre adolescenti e un altro reinterprete per lo stesso protagonista; la recitazione dovrà essere neutra e impersonale, fuori dall'avvenimento e allo stesso tempo dentro, nel suo fulcro più profondo. Anche questa reinterpretazione va a buon fine, ma non è ancora abbastanza. Nelle settimane seguenti, turbato dalla notizia di vari regolamenti di conti tra gang rivali che sfociano nella morte di qualcuno, l'uomo pretende di reinterpretare anche quelli, invidiando le vittime delle sparatorie, che a suo dire si sono fuse con i loro ultimi istanti, i loro ultimi spasmi, il loro estremo commiato alla vita; consulta quindi i rapporti dei coroner e ottiene tutti i permessi per vivere in prima persona quegli eventi che nemmeno ha avuto modo di vedere con i suoi occhi, impersonando lui stesso i ragazzi uccisi nella speranza di essere come loro.
Le reinterpretazioni si trasformano in una droga, in una spirale: nascono reinterpretazioni di reinterpretazioni, o addirittura di singoli momenti di reinterpretazioni che assumono sacralità, trascendenza, che si elevano al divino. L'ossessione sfocia nella follia: per insinuarsi ancora di più nel cuore delle cose, il protagonista vuole che ogni reinterpretazione, in ogni luogo (il palazzo, il gommista, l'attentato), sia resa a velocità dapprima dimezzata, poi sempre minore, fino a portare tutto alla soglia della percettibilità. Dopodiché, inizia a sperimentare una serie di trance catatonici, anche molto lunghi, causati dall'estasi. Il medico chiamato da Nazrul per valutare il caso ordina la cessione delle reinterpretazioni, ma l'agente si oppone: se il suo capo non corre il rischio di morire, non c'è ragione di privarlo della sua dimensione ideale.
Riacquisita una relativa lucidità, l'uomo dice a Nazrul di voler reinterpretare una rapina in banca: viene allora convocato un famoso ex ladro che illustri loro il procedimento, per rendere la loro opera il più veritiera possibile. Una banca qualunque viene presa come modello per ambientare il tutto in un magazzino arrangiato a fac-simile e i lavori stanno per essere avviati, quando il protagonista ha un colpo di genio: la reinterpretazione dovrà svolgersi nella vera banca, e con vere armi, all'insaputa degli ignari civili e degli impiegati; solo al termine dovrà essere svelato che si tratta di una finzione. Nazrul, accattivato da lui ancora una volta, si tuffa nei preparativi; ma nel frattempo, lo persuade che nessuno sarà disposto a credere alla storia della reinterpretazione, e che a tutti loro verrà data comunque la caccia. Pertanto, i due escogitano un metodo per evitare di essere rintracciati: loro decolleranno su un jet privato diretto all'estero, alla volta di nuove reinterpretazioni; tutti gli altri membri del loro personale partiranno al seguito con l'inganno, e i loro aerei esploderanno in volo.
Il grande giorno arriva. L'uomo e altri quattro reinterpreti, tutti contrassegnati da un numero di riconoscimento, fanno irruzione nella banca travestiti da criminali e minacciano i presenti con le pistole puntate. Ma ad un tratto, qualcosa va clamorosamente storto: il numero Cinque, che era stato precedentemente istruito dal protagonista a simulare un inciampo, perde davvero l'equilibrio e rovina addosso a Due; quest'ultimo, nella confusione, preme involontariamente il grilletto, uccidendo sul colpo Quattro. Scoppia il panico e la reinterpretazione è sospesa, ma il protagonista sembra l'unico ad essere ammaliato dalle conseguenze dell'imprevisto, anziché turbato: ai suoi occhi, tutto è andato a meraviglia, e quella che doveva essere solo una farsa si è tramutata in un fatto più vero del vero; l'autenticità totale è stata finalmente ottenuta. L'uomo contempla eccitatissimo il cadavere di Quattro, ma il caos della situazione lo costringe suo malgrado alla ritirata, insieme ai sopravvissuti. Nazrul, che li attendeva in macchina, viene informato degli esiti disastrosi della reinterpretazione e della morte di Quattro; scioccato, crolla in una sorta di catalessi da cui non si riprenderà più. Poco più tardi il gruppetto arriva al punto prestabilito in cui ritrovarsi prima di andare all'aeroporto; il protagonista, al culmine della sua gioia, abbatte a sangue freddo Due, per rivivere l'ebbrezza dell'uccisione di Quattro. Poi guida, con Nazrul sconvolto al suo fianco, fino all'aeroporto; dopo un rapido check-in, la coppia si imbarca con facilità.
La conclusione del romanzo vede i due uomini, in volo verso un'improbabile fuga, seduti ai propri posti; uno ammutolito e stravolto, l'altro felice come non mai. Ma la fame di fluidità, di scorrevolezza, di autenticità del protagonista non è mai sazia: poco dopo, infatti, egli chiede al comandante di invertire la rotta. Quest'ultimo è obbligato ad accettare, ma la richiesta un attimo dopo torna; e poi torna ancora, e ancora, e ancora, mentre il velivolo descrive imperterrito un 8 infinito nel cielo.

## Edizioni
- Tom McCarthy, Déjà vu, traduzione di Anna Mioni, ISBN Edizioni, 2007,  p. 256, ISBN 978-88-7638-095-2.